# スタンレー・ポンズ
スタンレー・ポンズ（英語: Stanley Pons、1943年8月23日 - ）は、アメリカの化学者。常温核融合研究のパイオニアの一人。

## 生い立ち
アメリカ・ノースカロライナ州・バルデスで生まれた。1978年、イギリス、サウサンプトン大学で博士号を取得。1975年にサウサンプトン大学にて、電気化学学部教授のマーティン・フライシュマンと出会う。

## 研究
1989年3月23日、ユタ大学の化学科主任教授在任時に、指導を受けていたサウサンプトン大学電気化学学部教授のマーティン・フライシュマンとともに、ソルトレイクシティで記者会見を開き、常温核融合現象を発見したと発表した。これは、重水を満たしたガラス試験管にパラジウムと白金の電極を入れて、しばらく放置したのち電流を流したところ、電解熱以上の発熱が得られ、核融合の際に生じたと思われる三重水素、中性子、ガンマ線が検出された、というものであった。しかし翌月から開始されたアメリカ議会での公聴会やエネルギー省での調査により、実験手法が極めて杜撰であると指摘され、その後の追試でも再現性に大きな問題があり、最終的な調査報告書では常温核融合はアメリカ政府によって否定された。このためユタ大学教授の地位を追われ、家族とともにアメリカを離れた。1992年以降、フランスに移り、1998年まで、マーティン・フライシュマンと共に、フランスにあるトヨタ系列の株式会社テクノバのIMRA研究所に移り、常温核融合の研究を続けたが、その後、突如として研究から退き、現在は消息不明となっている模様。